# Beljajevkai járás
A Beljajevkai járás (oroszul Беля́евский райо́н) Oroszország egyik járása az Orenburgi területen. Székhelye Beljajevka.

## Népesség
- 1989-ben 19 877 lakosa volt.
- 2002-ben 20 108 lakosa volt.
- 2010-ben 17 074 lakosa volt, melyből 8 919 orosz, 4 077 kazah, 1 346 tatár, 1 011 ukrán, 418 német, 318 mordvin, 234 török, 120 baskír, 109 örmény.